# 貴千碧
貴千 碧（たかち あお、11月25日 - ）は、元宝塚歌劇団月組の男役。
大阪府大阪市、甲子園学院高校出身。身長168cm。愛称は「まんちゃん」。

## 来歴
- 2003年、91期生として宝塚音楽学校へ入学。
- 2005年、宝塚歌劇団に入団。花組公演『マラケシュ・紅の墓標/エンター・ザ・レビュー』で初舞台。その後、月組に配属。
- 2015年7月から、TAKARAZUKA SKY STAGE第6期スカイ・レポーターズを務める。
- 2017年3月26日、『グランドホテル／カルーセル輪舞曲』東京公演千秋楽をもって宝塚歌劇団を退団。

## 宝塚歌劇団時代の主な舞台
- 2006年2月、『Young Bloods!! -Sparkling MOON-』（バウ）いい女隊／第3の女
- 2006年10月、『オクラホマ!』（日生劇場）ハリー
- 2007年5月、『ハロー! ダンシング』（バウ）
- 2007年12月、『A-“R”ex －如何にして大王アレクサンダーは世界の覇者たる道を邁進するに至ったか－』（ドラマシティ・日本青年館）カッサンドロス
- 2008年11月、『夢の浮橋』新人公演：慈童丸（本役：光月るう）／『Apasionado!!』
- 2009年3月、『二人の貴公子』（バウ）ボトム
- 2009年5月、『エリザベート -愛と死の輪舞（ロンド）-』黒天使／新人公演：黒天使（本役：桐生園加）
- 2009年10月、『ラスト プレイ -祈りのように-』新人公演：ヴィクトール（本役：桐生園加）／『Heat on Beat!』
- 2010年2月、『紫子』藤堂竹千代／『Heat on Beat!』（中日劇場）
- 2010年4月、『THE SCARLET PIMPERNEL』新人公演：アンドリュー・フォークス（本役：星条海斗）
- 2010年9月、『ジプシー男爵』新人公演：トボル（本役：桐生園加）／『Rhapsodic Moon』
- 2011年1月、『Dancing Heroes!』（バウ）
- 2011年3月、『バラの国の王子』新人公演：家臣（ライオン）（本役：一色瑠加）／『ONE －私が愛したものは…－』
- 2011年7月、『アルジェの男』モーリス、新人公演：ミシュリュー内相（本役：星条海斗）／『Dance Romanesque』
- 2011年11月、『アリスの恋人 -Alice in Underground Wonderland-』（バウ・東京特別）チェシャ
- 2012年2月、『エドワード8世-王冠を賭けた恋-』アンソニー・ブラント、新人公演：フレッド・アステア（本役：宇月颯）／『Misty Station-霧の終着駅-』
- 2012年10月、『春の雪』（バウ・日本青年館）北崎
- 2013年1月、『ベルサイユのばら -オスカルとアンドレ編-』衛兵隊士
- 2013年5月、『月雲の皇子』（ドラマシティ・日本青年館）ヤシュ
- 2013年11月、『THE MERRY WIDOW』（シアタードラマシティ・東京特別）マヌー
- 2014年1月、『NEW WAVE! - 月 -』（バウ）
- 2014年7月、『THE KINGDOM』（シアタードラマシティ・東京特別）サイラス・ヘアフォール
- 2014年9月、『PUCK』エイブラハム／『CRYSTAL TAKARAZUKA -イメージの結晶-』
- 2015年1月、『Bandito -義賊 サルヴァトーレ・ジュリアーノ-』（バウ・日本青年館）ジェンコ・ルッソ
- 2015年9月、愛希れいかミュージック・パフォーマンス『Wonder of Love』
- 2015年11月、『舞音 - MANON -』クレマン・ボヌール／『GOLDEN JAZZ』
- 2016年3月、『激情-ホセとカルメン-』ファニート／『Apasionado!! III』（全国ツアー)
- 2016年6月、『NOBUNAGA〈信長〉-下天の夢-』菅屋長頼／『Forever LOVE‼︎』
- 2016年10月、『アーサー王伝説』（シアタードラマシティ・文京シビックホール）ウリエン
- 2017年1月、『グランドホテル』ハンス／『カルーセル輪舞曲（ロンド）』　＊退団公演